# Weyers Cave
Weyers Cave est une census-designated place située dans le comté d'Augusta, dans l’État de Virginie, aux États-Unis. Lors du recensement de 2020, elle comptait 2 700 habitants.